# Huta Komorowska
Huta Komorowska is een dorp in de Poolse woiwodschap Subkarpaten. De plaats maakt deel uit van de gemeente Majdan Królewski.